# Juan Carvajal
Juan Carvajal (ur. w 1399 w Trujillo, zm. 6 grudnia 1469 w Rzymie) – kastylijski biskup i kardynał.
Pochodził z Estremadury w królestwie Kastylii. Studiował prawo cywilne i kanoniczne na uniwersytecie w Salamance, uzyskując tytuły kolejno bakałarza (1430) i licencjata (1436). Od 1433 był dziekanem kapituły katedralnej w Astordze, a 2 maja 1436 został wybrany opatem kolegiaty w Husillos. Oprócz tego uzyskał szereg pomniejszych prebend w królestwie Kastylii.
W 1438 został audytorem Pałacu Apostolskiego w Rzymie i wstąpił na służbę u papieża Eugeniusza IV, który często wykorzystywał go jako swojego legata. Działał jako nuncjusz tego papieża we Florencji (1438), Wenecji (1439) i Sienie (1440) oraz jako gubernator Rzymu (1440). W latach 1440-42 i 1444-46 był legatem w Niemczech, gdzie działał przeciwko schizmie Soboru Bazylejskiego. 11 października 1443 obrany został biskupem Corii w Estremadurze, ale nie objął tej diecezji w posiadanie i 10 sierpnia 1446 został przeniesiony na stanowisko biskupa Plasencii, które sprawował aż do śmierci. Nadto 20 grudnia 1445 objął funkcję audytora generalnego Kamery Apostolskiej.
16 grudnia 1446 papież Eugeniusz IV mianował Carvajala kardynałem diakonem S. Angelo in Pescheria. Uczestniczył w konklawe 1447. Od marca 1447 do kwietnia 1449 był legatem papieskim w Niemczech, Czechach i na Węgrzech. Podczas pobytu w Wiedniu w 1448 podpisał w imieniu papieża Mikołaja V tzw. konkordat wiedeński z królem niemieckim Fryderykiem III. W 1452 towarzyszył Fryderykowi III podczas jego podróży do Rzymu na koronację cesarską, a rok później był legatem Mikołaja V w księstwie Mediolanu. Uczestniczył w konklawe 1455. Nowy papież Kalikst III wysłał go ponownie jako legata do Austrii i na Węgry. Odegrał znaczną rolę w obronie Belgradu podczas oblężenia przez Turków osmańskich w 1456.
We wrześniu 1461 Juan Carvajal powrócił do Rzymu. Wybrany w 1458 papież Pius II, w nagrodę  za jego służbę na Węgrzech, mianował go kardynałem biskupem Porto e S. Rufina (26 października 1461). W 1463 ponownie był legatem na Węgrzech, gdzie mediował między królem Maciejem Korwinem a austriackimi Habsburgami, doprowadzając ich do podpisania traktatu  Wiener-Neustadt (24 lipca 1463). Był zwolennikiem planów krucjatowych Piusa II, przerwanych przez śmierć tego papieża w sierpniu 1464. Uczestniczył w konklawe 1464. Nowy papież Paweł II mianował Carvajala członkiem komisji ds. krucjaty (listopad 1464) oraz komisji ds. badania podejrzeń o herezję króla czeskiego Jerzego z Podiebradów (sierpień 1465). W 1466-67 był legatem papieskim w Wenecji. 30 października 1467 Paweł II mianował go administratorem diecezji Zamory, ale już w następnym roku zrezygnował z tej funkcji. W Kurii Rzymskiej znany był jako przyjaciel Węgier i promotor interesów królestwa węgierskiego.
11 stycznia 1469 Carvajal został wybrany kamerlingiem Świętego Kolegium Kardynałów na roczną kadencję. W jej trakcie, 6 grudnia 1469, 70-letni kardynał zmarł.